# 稲川淳二の夜話シリーズ
『稲川淳二の夜話シリーズ』（いながわじゅんじのよばなしシリーズ）は、稲川淳二による怪談DVDシリーズの一つ。

## スタッフ
- 出演・ストーリーテラー - 稲川淳二
- プロデューサー・ディレクター - 三木和文
- プロデューサー - 国宇克信・石川びん

## メーカー
- 発売元 - リバプール株式会社・株式会社デジキューブ
- 販売元 - リバプール株式会社・東宝株式会社・株式会社デジキューブ
- 制作会社 - ビデオプランニング
- 製作著作 - リバプール株式会社・ユニJオフィース・ビデオプランニング・よみうりテレビ・B-BAD

## シリーズ一覧
| 作品名                        | 収録内容 | 収録時間 | 発売日                            |
| ----------------------------- | --- | -------- | --------------------------------- |
| 稲川淳二の恐怖夜話            | 1. 淳二坊やの霊体験 2. 赤いはんてん 3. かなしばり 4. 本田ちゃんの家 5. 御前崎のサーファー 6. ある劇場の怪 | 47分     | - 2001年07月10日 - 2004年07月09日 |
| 稲川淳二の真・恐怖夜話        | 1. 死神の匂い 2. やせていく子供たち 3. 落武者の兜 4. 死を語る写真 5. ユセフさんのラジカセ 6. お姉ちゃんと遊ぼう 7. 飯場の霊 8. 死の伝言                                                                                               | 47分     | - 2003年07月10日 - 2004年07月09日 |
| 稲川淳二の怪奇夜話            | 1. ベランダの顔 2. リヤカー 3. 夜中に目をさますな！ 4. 女の子の忘れ物 5. 穴を掘る女 6. 何かいる？ 7. 山道の遭遇 | 51分     | - 2004年01月01日 - 2005年05月24日 |
| 稲川淳二の怪異夜話            | 1. 廃校の怪 2. クラス会 3. 天城越えトンネル 4. 幼なじみの声 5. 大震災の体験 6. 三次のもののけ 7. 日航機123便 8. 芸人たちの宴 9. 別荘の隣人 10. 隣の部屋の客 11. 台湾の心霊 12. あるテレビ局の霊                                       | 71分     | - 2005年07月01日 - 2006年07月21日 |
| 稲川淳二の怪聞夜話            | 1. 彼女の命日 2. 三輪車の音 3. 東京大空襲 4. レコード室の女性 5. お前を殺す！ 6. スタジオのピアノ 7. 岡さん 8. 岡山の霊能力者 9. 窓をたたく男 10. 焼きつけられた情景 11. 吊り橋の男の子 12. 深夜の足音 13. コウスケくん               | 65分     | 2006年07月11日                    |
| 稲川淳二の怪霊夜話 秘蔵呪怨編 | 1. ウナギを食べない理由？ 2. 遊びにきた女の子 3. 気のせいか？ 4. シミと話すおばさん 5. おやじの霊 6. 犬鳴きトンネルの怪 7. 女郎の宿 8. お地蔵さんの願い 9. 恐怖のスタジオ 10. 弟の体験 ●特典映像：特別怪演 稲川淳二と怪談について…(1) | 65分     | 2007年06月01日                    |
| 稲川淳二の怪霊夜話 秘蔵怪演編 | 1. 冷てぇ〜よ〜 2. 深夜のエレベーター 3. 大きな顔 4. 橋の下の見学者 5. 身代わり人形 6. チョコレートをくれた兵隊 7. 真っ赤な男 8. 国立の踏切 9. ピンクの女 10. 舞台「ひめゆりの塔」 ●特典映像：特別怪演 稲川淳二と怪談について…(2)     | 66分     | 2007年08月01日                    |
| 稲川淳二の怪怨夜話            | 1. 赤いぽっくり 2. 先輩のカメラマン 3. 夜中に歩く子供 4. 霊能者の話 5. 幼なじみ 6. 幽体離脱 7. 落人たちの霊 8. 消防署の怪 9. 迎えにきた男の子 10. お店の定休日 11. 旅館の裏は…                                                        | 77分     | 2008年06月18日                    |
| 稲川淳二の怪念夜話            | －収録夜話－1. 小淵沢のツーリング 2. マーマー 3. 心霊写真の顔 4. 女が出てくる －特典映像－1. 淳坊やの霊体験 2. 赤いはんてん 3. 御前崎のサーファー                                                                                     | 69分     | 2009年06月24日                    |
| 稲川淳二の絶叫夜話 怪奇談     | 1. 西伊豆の弁天岩 2. 闇夜に無く赤ん坊 3. 群馬県の温泉 4. 劇場の恐怖 5. 八王子の首無し地蔵 6. 芋洗い坂で乗せた女 | 55分     | 2011年06月29日                    |
| 稲川淳二の絶叫夜話 恐怖談     | 1. 実家への道 2. 青森の旅館 3. 修学旅行 4. ディレクターのアパート 5. 目黒スタジオ | 56分     | 2012年06月27日                    |
| 稲川淳二の最恐夜話            | 1. クラス会 2. 定休日 3. 旧ニッポン放送の怪 4. 走り回る子供 5. 犬鳴き峠 6. 小淵沢のツーリング | 79分     | 2013年06月14日                    |
| 稲川淳二の霊魂夜話            | 1. あぶらぎった男 2. 連なる霊体験 3. ふもとの宿 4. 三次のもののけ 5. 夏の残り香 6. 心霊写真…そして！ | 87分     | 2014年06月11日                    |
| 稲川淳二の超・絶叫夜話        | 1. 家屋の解体 2. 遅れて来た二人 3. オレンジのフード 4. 夜釣り 5. 津軽平野 6. 馴染みの遊女 ●特典映像：稲川淳二 怪談を語る… | 72分     | 2015年06月22日                    |
| 稲川淳二の百鬼夜話            | 1. いつもの席 2. 宿り霊 3. 画鋲でとめたカーテン 4. 消えた家族 5. 腎臓移植 6. Bプロデューサーの訪問 ●特典映像：稲川淳二インタビュー | 77分     | 2016年07月11日                    |
| 稲川淳二の封印夜話            | 1. 自然学習 2. ピンクの自転車 3. 津軽平野 4. 職員トイレ 5. 上がれない二階 ●特典映像 | 75分     | 2017年07月29日                    |
| 稲川淳二の超常夜話            | 1. ねえさん 2. 宴会場 3. 雨上がり 4. 訳あり物件 ●特典映像 | 67分     | 2018年07月20日                    |
| 稲川淳二の災恐夜話 表         | 1. おばあちゃんの話 2. 世間話 3. 宿坊 4. 血を吐くお面 | 74分     | 2019年03月12日                    |
| 稲川淳二の災恐夜話 裏         | 1. 茶飲み友達 2. 撮影現場 3. 橋の幽霊 4. 高校のクラス会 | 71分     | 2019年03月12日                    |
| 稲川淳二の真・絶叫夜話        | 1. 心霊スポット 2. 一方通行 3. 古民家 ●特典映像 | 66分     | 2019年07月23日                    |